# Germond-Rouvre
Germond-Rouvre är en kommun i departementet Deux-Sèvres i regionen Nouvelle-Aquitaine i västra Frankrike. Kommunen ligger i kantonen Champdeniers-Saint-Denis som tillhör arrondissementet Niort. År 2022 hade Germond-Rouvre 1 180 invånare.

## Befolkningsutveckling
Antalet invånare i kommunen Germond-Rouvre
| Referens: INSEE |